# Góry Iran
Góry Iran (indonez. Pegunungan Iran) – góry na granicy Indonezji i Malezji na wyspie Borneo.
Długość pasma około 100 km, szerokość około 50 km; wysokość do 2988 m n.p.m.; zbudowane ze skał osadowych i metamorficznych; porośnięte wiecznie zielonymi lasami górskimi. Źródła wielu rzek, m.in. Kayan, Rajang.